# Pomarzany (wieś w gminie Krośniewice)
Pomarzany – wieś w Polsce, położona w województwie łódzkim, w powiecie kutnowskim, w gminie Krośniewice.
Wieś szlachecka Pomorzany położona była w drugiej połowie XVI wieku w powiecie łęczyckim województwa łęczyckiego. W latach 1975–1998 miejscowość położona była w województwie płockim.